# Mossman Peninsula
Mossman Peninsula är en udde i Antarktis. Den ligger i Sydorkneyöarna. Argentina och Storbritannien gör anspråk på området.
Terrängen inåt land är kuperad åt nordväst, men åt sydost är den platt. Havet är nära Mossman Peninsula åt sydväst. Trakten är obefolkad. 